# Подвижная огневая точка
Подвижная огневая точка — советский проект одноместной танкетки, разработанный в межвоенный период, как подвижной огневой точки.

## История создания
В начале 1930-х советским авиаконструктором и изобретателем Павлом Игнатьевичем Гроховским на волне повышенного интереса за рубежом к концепции сверхлёгких одноместных бронированных боевых машин был предложен проект одноместной танкетки с пулемётным вооружением. Проект развития не получил и в металле реализован не был.

## Описание конструкции
Компоновка — переднемоторная: моторно-трансмиссионное отделение находилось в носовой части корпуса, совмещённое с отделением управления боевое отделение располагалось в средней части корпуса машины. Единственный член экипажа, совмещавший обязанности механика-водителя и стрелка, располагался в машине лёжа на животе.
Бронированный корпус машины имел близкую к веретенообразной форму. В передней половине корпуса размещалась рубка обитаемого отделения каплевидной формы. В лобовом бронелисте рубки устанавливался курсовой пулемёт.
Ходовая часть танкетки — гусеничная, применительно к одному борту состоявшая из четырёх опорных катков, направляющего колеса сзади и ведущего колеса спереди. Подвеска — сблокированная попарно, на горизонтальных пружинах.